# 요한 폰 팔켄베르크
요한 폰 팔켄베르크(독일어: John von Falkenberg: ? - 1418년경)는 중세 말기의 독일인 도미니코회 신학자였다.
그는 서방교회 대분열 논쟁에 참여했고, 또한 독일기사단과 폴란드 왕국 및 리투아니아 대공국의 전쟁에도 독일기사단을 지지하면서 말을 얹었다. 그는 이민족에 대한 집단살해를 명시적으로 주장한 최초의 사상가들 중 한 명으로 여겨진다.